# NGC 6207
NGC 6207 (другие обозначения — UGC 10521, IRAS16412+3655, MCG 6-37-7, KARA 766, ZWG 197.7, KUG 1641+369, PGC 58827) — спиральная галактика (Sc) в созвездии Геркулес.
Этот объект входит в число перечисленных в оригинальной редакции «Нового общего каталога».
В галактике вспыхнула сверхновая SN 2004A типа II, её пиковая видимая звездная величина составила 15,7.